# Курувр
Курувр (фр. Courouvre) насеље је и општина у североисточној Француској у региону Лорена, у департману Меза која припада префектури Комерси.
По подацима из 2011. године у општини је живело 35 становника, а густина насељености је износила 4,04 становника/km². Општина се простире на површини од 8,66 km². Налази се на средњој надморској висини од 325 метара (максималној 331 m, а минималној 263 m).

## Демографија
| 1962. | 1968. | 1975. | 1982. | 1990. | 1999. | 2011. |
| ----- | ----- | ----- | ----- | ----- | ----- | ----- |
| 79    | 65    | 62    | 32    | 57    | 62    | 35    |

График промене броја становника у току последњих година